# Samuel K. Skinner
Samuel Knox Skinner (* 10. června 1937, Chicago) je americký právník a politik, člen Republikánské strany. Ve vládě George H. W. Bushe byl v letech 1989–1991 nejprve ministrem dopravy a poté v letech 1991–1992 ředitelem kanceláře Bílého domu. Předtím působil ve státním zastupitelství státu Illinois. Po odchodu z vlády působí v soukromém sektoru.